# Sérgio Buarque de Holanda
Sérgio Buarque de Holanda est un historien, critique littéraire et journaliste brésilien né le 11 juillet 1902 à São Paulo et mort le 24 avril 1982 dans la même ville. Son œuvre occupe une place majeure dans l'historiographie brésilienne.

## Biographie
Après des études de droit à l'Université fédérale de Rio de Janeiro, qu'il termine en 1925, il devient journaliste (Jornal do Brasil) puis correspondant à Berlin dans les années 1929-1931. Il y rencontre Max Weber dont la sociologie aura sur lui une grande influence.
De retour au Brésil, il devient en 1936 assistant-professeur auprès d'Henri Hauser au département d'histoire moderne et contemporaine de l'Université du District Fédéral à Rio (aujourd'hui devenue l'Université de l'État de Rio de Janeiro). C'est à la même époque qu'il publie ce qui est sans doute son plus grand ouvrage, Racines du Brésil (Raízes do Brasil).
Dans les années 1940, il enseigne dans plusieurs universités américaines, il est directeur de l'Institut National du Livre (Instituto Nacional do Livro), directeur de la Bibliothèque nationale du Brésil et directeur du Museu Paulista de l'Université de São Paulo (USP) et enseigne l'histoire économique du Brésil à l'École de Sociologie et de Politique de Sâo Paulo (Escola de Sociologia e Política de São Paulo).
Entre 1953 et 1955, il enseigne à l'Université La Sapienza de Rome. En 1958, il occupe une chaire d'Histoire de la civilisation brésilienne à l'Université de São Paulo et y dirige en 1962 l'Instituto de Estudos Brasileiros. Entre 1963 et 1967, il enseigne aux États-Unis et au Chili et participe à des missions culturelles en association avec l'UNESCO au Pérou et au Costa Rica.
En 1969, par solidarité avec ses collègues enseignants de l'USP victimes de l'AI-5 (voir Dictature militaire au Brésil (1964-1985)), il démissionne de son poste, mettant fin à sa carrière universitaire. En 1946, il avait participé à la création du Parti socialiste brésilien et participe en 1980 à celle du Parti des travailleurs.
Parmi ses sept enfants, quatre sont des musiciens reconnus, notamment Chico Buarque.
Il est aussi le grand-père de la chanteuse Bebel Gilberto.

## Œuvres
- Raízes do Brasil, Rio de Janeiro, 1936. Traduit en français en 1998, Racines du Brésil, UNESCO/Gallimard.
- Cobra de Vidro, São Paulo, 1944.
- Monções, Rio de Janeiro, 1945.
- Expansão Paulista em Fins do Século XVI e Princípio do Século XVII, São Paulo, 1948.
- Caminhos e Fronteiras, Rio de Janeiro, 1957.
- Visão do Paraíso. Os motivos edênicos no descobrimento e colonização do Brasil, São Paulo, 1959.
- Do Império à República, São Paulo, 1972. (História Geral da Civilização Brasileira, Tomo II, vol. 5).
- Tentativas de Mitologia, São Paulo, 1979.
- Sergio Buarque de Hollanda: História, São Paulo, 1985.
- O Extremo Oeste, São Paulo, 1986.
- O espírito e a letra, 2 vol., São Paulo, 1996.
- Para uma nova história, São Paulo, 2004